# Hans Menzl
Hans Menzl (* 30. Mai 1894 in Langenwang, Österreich-Ungarn; † 31. Dezember 1951 in Wiener Neustadt, Niederösterreich) war ein österreichischer Politiker (SPÖ).

## Leben
Nach Besuch der Volksschule erlernte Hans Menzl den Beruf des Drehers. Als junger Mann lebte Menzl in Eisenstadt im Burgenland, wo er sich in der Sozialdemokratie engagierte und bis zum Landesparteisekretär der SDAP Burgenland aufstieg.
Im Zug der Verfolgungen der Sozialdemokraten, wurde Hans Menzl im Februar 1934 verhaftet. Im April desselben Jahres gelang ihm die Flucht nach Bratislava und von dort nach Prag. Im Februar 1937 gelangte Menzl nach Spanien, wo er als so genannter Spanienkämpfer im Rang eines Leutnants der Artillerie kämpfte. Im Juni 1938 verließ Menzl Spanien und kam über einen erneuten Aufenthalt in Prag im November 1938 nach Stockholm. Hier war er nicht nur Mitarbeiter der Österreichischen Vereinigung in Schweden, sondern wurde auch zum Obmann der Österreichischen Sozialistischen Auslandsorganisation in Stockholm gewählt.
Erst 1946 kehrte Menzl nach Österreich zurück, wo er noch im selben Jahr zum SPÖ-Bezirksparteivorsitzenden des Bezirks Wiener Neustadt gewählt wurde.
Im November 1949 zog er als Mitglied in den Bundesrat ein, dem er bis zu seinem Tod, zwei Jahre später, angehören sollte.